# Вила-Кова-ду-Ковелу
Вила-Кова-ду-Ковелу (порт. Vila Cova do Covelo)  —  населённый пункт и район в Португалии,  входит в округ Визеу. Является составной частью муниципалитета  Пеналва-ду-Каштелу. Находится в составе крупной городской агломерации Большое Визеу. По старому административному делению входил в провинцию Бейра-Алта. Входит в экономико-статистический  субрегион Дан-Лафойнш, который входит в Центральный регион. Население составляет 317 человек на 2001 год. Занимает площадь 8,87 км².